# Непри
Непри е древноегипетско божество на зърнените култури. Син на Рененутет, той понякога е отъждествяван с Хор. Първият ден от жътвата древните египтяни почитали като негов рожден ден.